# 落新妇生单囊壳
落新妇生单囊壳（学名：Sphaerotheca mors-uvae var. astibicola）是属于白粉菌目白粉菌科单囊壳属的一种真菌，寄生在落新妇上。该种分布于中国。